# Jason Thomas
Jason Thomas (Vanuatu, 20 de enero de 1997) es un futbolista de Vanuatu que juega en la posición de defensa central con el Erakor Golden Star de la VFF Champions League.

## Carrera

### Club
| Periodo   | Club                          |
| --------- | ----------------------------- |
| 2012-2015 | Erakor Golden Star            |
| 2013      | → Nayland College FC (cedido) |
| 2015      | Phnom Penh Crown              |
| 2016–2017 | Erakor Golden Star            |
| 2017–2018 | Solomon Warriors              |
| 2018      | Erakor Golden Star            |
| 2019–2020 | Hekari United                 |
| 2020      | Lautoka FC                    |
| 2021-     | Erakor Golden Star            |

### Selección nacional
Ha estado en el proceso de selecciones nacionales de Vanuatu desde la categoría sub-17, llegando a jugar en el Campeonato Sub-17 de la OFC 2013 y en dos ediciones del Campeonato Sub-20 de la OFC, obteniendo la clasificación a la Copa Mundial de Fútbol Sub-20 de 2017.
Debutó con Vanuatu en 2015 y su primer gol internacional lo anotó el 27 de junio de 2004 en la victoria por 2-1 sobre Fiyi en Port Vila por la Copa de las Naciones de la OFC 2024 donde Vanuatu fue finalista.

## Logros
- S-League (2): 2017, 2018